# Sinnius Capito
Sinnius Capito (Kr. e. 3. század) római grammatikus
Varro kortársa volt. Elsősorban grammatikai kutatásokat végzett, de foglalkozott történettudománnyal is. Néhány fennmaradt munkáján kívül fontosak levelei is, amelyekben kutatásai eredményét közölte. Gellius ír róla a Vir doctissimus című munkájában.